# Château d'Auvernier
Le château d'Auvernier est un château situé à Auvernier dans le canton de Neuchâtel en Suisse. Il est listé comme bien culturel d'importance nationale.

## Histoire
Le château d'Auvernier est construit en 1559 pour Blaise Junod, gouverneur de la seigneurie de Valangin. Ses petits-enfants le vendent à Jean-Jacques Tribolet qui sert dans l'armée de Henri de Navarre. En 1603, Tribolet vend le château et le domaine qui comprend 7 hectares de vignes à Pierre Chambrier, notamment devenu conseiller d'État, lieutenant du gouverneur et receveur général des finances du Pays de Neuchâtel.
Les Chambrier tiennent le château et exploitent le domaine viticole jusqu'en 1823. La propriété passe ensuite par mariage aux Sandoz-Rollin puis aux Pourtalès. Le domaine revient en 1860 aux Montmollin qui exploitent 16 hectares de vignes. La famille Grosjean tient le domaine depuis 1988. En 2017, après quatorze générations, le château d'Auvernier est toujours en possession des descendants directs de Pierre Chambrier. Il est listé comme bien culturel d'importance nationale.

## Architecture
La construction originale de 1559 est une maison de maître avec un vaste toit en croupe et une tourelle d'escalier hexagonale. Pierre Chambrier, qui achète le château en 1603, le transforme en ajoutant notamment la galerie nord décorée de stucs et les portails du jardin. Le corps principal est agrandi vers le nord à la fin du XVIIe siècle et au début du XVIIIe. Une galerie est ajoutée en 1746 et d'autres ajouts sont ensuite intégrés. Le portail monumental date environ de 1740. Les grandes caves voûtées présentes dès la construction du bâtiment indiquent qu'il a toujours eu une vocation viticole.